# Dixonia
Dixonia là một chi rêu trong họ Lembophyllaceae.